# Szopinek
Szopinek – wieś w Polsce położona w województwie lubelskim, w powiecie zamojskim, w gminie Zamość.
Wieś jest sołectwem w gminie Zamość. Według Narodowego Spisu Powszechnego Ludności i Mieszkań z roku 2011 wieś miała 747 mieszkańców.
Szopinek jest wsią podmiejską Zamościa. Rozciąga się na długości 2 km przy drodze krajowej nr  z Zamościa do Hrubieszowa.
Pierwsze wzmianki pochodzą z XV wieku. Do 11 października 1973 roku wieś ta była połozona na terenie gminy Sitno. W latach 1975–1998 miejscowość administracyjnie należała do ówczesnego województwa zamojskiego.

## Części wsi
| SIMC    | Nazwa                       | Rodzaj    |
| ------- | --------------------------- | --------- |
| 0906663 | Kolonia Druga               | część wsi |
| 0906670 | Kolonia Pierwsza            | część wsi |
| 0906686 | Przy Szosie Hrubieszowskiej | część wsi |
| 0906692 | Stara Wieś                  | część wsi |

## Nazwa
Nazwa miejscowości jest zagadkowa i obecnie trudna do wyjaśnienia, w dokumentach przedstawiana była w różnych formach:
- 1450 r. – Szeppino, 1541 r. – Szopyn, 1564 r. – Sepin, 1618 r. – Szopinek, 1732 r. – Szepin 1743 r. – Szupinek, 1751 r. – Szczepinek, 1786 r. – Szypinek

## Historia
Słownik geograficzny Królestwa Polskiego wymienia miejscowość jako Szopinek, wieś w ordynacji Zamojskich, parafii Sitaniec. Od roku 1880 funkcjonował tu młyn wodny, którego właścicielem był Franciszek Kozak. Około roku 1892 znajdowało się tu 31 osad i 261 mieszkańców.